# Šušeoka
Šušeoka (izvirno srbsko Шушеока) je naselje v Srbiji, ki upravno spada pod Občino Mionica; slednja pa je del Kolubarskega upravnega okraja.
- vas Suseoka - nahajališče Bela stena
- vas Suseoka  - nahajališče Bela stena
- vas Suseoka  - panorama
- vas Suseoka  - panorama
- vas Suseoka  - reka Kolubara
- vas Suseoka  - reka Kolubara
- vas Suseoka  - Cerkev svetega Jurija

## Demografija
V naselju živi 203 polnoletnih prebivalcev, pri čemer je njihova povprečna starost 44,8 let (42,8 pri moških in 46,6 pri ženskah). Naselje ima 86 gospodinjstev, pri čemer je povprečno število članov na gospodinjstvo 2,93.
To naselje je, glede na rezultate popisa iz leta 2002, večinoma srbsko, a v času zadnjih treh popisov je opazno zmanjšanje števila prebivalcev.
|  |

| Demografija | Demografija     | Demografija     |
| Leto        | Št. prebivalcev | Št. prebivalcev |
| ----------- | --------------- | --------------- |
|             |                 |                 |
|             |                 |                 |
|             |                 |                 |
|             |                 |                 |
| 1948        | 472             |                 |
| 1953        | 504             |                 |
| 1961        | 478             |                 |
| 1971        | 404             |                 |
| 1981        | 356             |                 |
| 1991        | 302             | 297             |
| 2002        | 252             | 252             |
|             |                 |                 |

| Etnična sestava po popisu iz leta 2002 | Etnična sestava po popisu iz leta 2002 | Etnična sestava po popisu iz leta 2002 | Etnična sestava po popisu iz leta 2002 | Etnična sestava po popisu iz leta 2002 |
| -------------------------------------- | -------------------------------------- | -------------------------------------- | -------------------------------------- | -------------------------------------- |
| Srbi                                   | Srbi                                   |                                        | 251                                    | 99,60%                                 |
| Črnogorci                              | Črnogorci                              |                                        | 1                                      | 0,39%                                  |
| Neznano                                | Neznano                                |                                        | 0                                      | 0,0%                                   |